# Zespół Binga-Neela
Zespół Binga-Neela – bardzo rzadkie (w literaturze opisano mniej niż 50 przypadków) zajęcie ośrodkowego układu nerwowego występujące w przebiegu makroglobulinemii Waldenströma, spowodowane naciekaniem opon mózgowo-rdzeniowych przez komórki nowotworowe. Dzieli się go na postać rozlaną (charakteryzującą się rozlanym naciekaniem tkanek OUN) i ogniskową (objawiającą się obecnością guzowatej zmiany). Został opisany po raz pierwszy przez Jensa Binga and Axela Neela w roku 1936.

## Objawy
Najczęstsze objawy zespołu Binga-Neela to:
- zaburzenia chodu lub równowagi
- zaburzenia widzenia i mowy
- uszkodzenie nerwów czaszkowych
- zaburzenia funkcji intelektualnych, zespół czołowy lub otępienie
- zaburzenia czucia pod postacią parestezji, hipestezji lub bólu
- bóle głowy
- drgawki
- zespół stożka rdzeniowego lub ogona końskiego.

Rokowanie w zespole Binga-Neela jest złe, choć opisywano przypadki długotrwałej remisji.